# Albert Taar
Albert Taar (ur. 15 stycznia 1990 w Sillamäe) – estoński piłkarz występujący na pozycji pomocnika w estońskim klubie FC Tallinn.
W grudniu 2014 roku został ukarany przez estoński związek piłki nożnej czteroletnią dyskwalifikacją za udział w manipulowaniu wynikami spotkań oraz oszustwa bukmacherskie.

## Statystyki kariery
(aktualne na dzień 13 kwietnia 2014)
| Sezon       | Klub                 | Kraj    | Rozgrywki    | Mecze | Bramki |
| ----------- | -------------------- | ------- | ------------ | ----- | ------ |
| 2006        | Sillamäe Kalev       | Estonia |              | 18    | 4      |
| 2007        | Sillamäe Kalev       | Estonia | Esiliiga     | 32    | 2      |
| 2008        | Sillamäe Kalev       | Estonia | Meistriliiga | 12    | 0      |
| 2008        | Kohtla-Järve JK Alko | Estonia |              | 6     | 1      |
| 2009        | Viljandi Tulevik     | Estonia | Meistriliiga | 33    | 2      |
| 2010        | Flora Tallinn        | Estonia | Meistriliiga | 3     | 0      |
| 2010        | Sillamäe Kalev       | Estonia | Meistriliiga | 9     | 0      |
| 2011        | Levadia Tallinn      | Estonia | Meistriliiga | 25    | 1      |
| 2012        | Levadia Tallinn      | Estonia | Meistriliiga | 30    | 8      |
| 2013        | Narva Trans          | Estonia | Meistriliiga | 33    | 7      |
| 2013/14 (w) | Wisła Płock          | Polska  | I liga       | 7     | 0      |
| 2014        | Infonet Tallinn      | Estonia | Meistriliiga | 10    | 2      |